# Salar del Laco
El salar del Laco es un salar del tipo playa que se encuentra en el extremo sureste del altiplano de la Región de Antofagasta, cercado por cerros y volcanes de hasta 5000 m o más, a los pies del complejo volcánico El Laco.
No confundir con el río Laco.

## Características
Sus características morfométricas y climatológicas más relevantes son:: II-187 
- altura: 4250 m
- superficie de la cuenca: 306 km²
- superficie del salar: 16,2 km²
- superficie de las lagunas 2,2 km²
- precipitaciones: 200 mm/año
- evaporación potencial: 1500 mm/año
- temperatura media: 1 °C

## Historia
Luis Risopatrón lo describe en su Diccionario Jeográfico de Chile de 1924:: 454 
Laco (Laguna) 23° 53' 67° 26'. Es pequeña i se encuentra hácia el W de la laguna Sico, al lado N del sendero que conduce al salar de Talar. 134; i 156.